# Derecske (distrikt)
Derecske är ett distrikt i Ungern. Det ligger i provinsen Hajdú-Bihar, i den östra delen av landet, 200 km öster om huvudstaden Budapest.